# Konrad Zweig
Konrad Zweig (geboren 11. Oktober 1904 in Wien, Österreich-Ungarn; gestorben 10. September 1980 in Haslemere, Surrey) war ein österreichisch-britischer Wirtschaftswissenschaftler.

## Leben und Tätigkeit
Konrad Zweig war der Sohn des Internisten Walter Zweig. Nach dem Schulbesuch studierte er Ökonomie und politische Wissenschaften in Wien, wo er 1926 mit einer von Hans Mayer betreuten Arbeit zum Dr. rer. oec. promovierte.
1926 wurde Zweig auf Empfehlung von Ludwig von Mises als Assistent beim Institut für Weltwirtschaft in Kiel eingestellt, wo er anschließend mehrere Jahre lang unter Adolf Löwe tätig war. In dieser Stellung war er für die statistische Erforschung der internationalen Kapitalströme zuständig.
Nach dem Machtantritt der Nationalsozialisten im Frühjahr 1933 wurde Zweig gemäß den Bestimmungen des Gesetzes zur Wiederherstellung des Berufsbeamtentums im April 1933 aus dem Staatsdienst entlassen. Er siedelte nach Großbritannien über, wo er seit 1934 für den Lebensmittelkonzern J. Lyons and Co. arbeitete, deren statistische Abteilung er organisierte.
Nach dem Ausbruch des Zweiten Weltkriegs wurde Zweig als Angehöriger einer feindlichen Macht zeitweise interniert. Nach seiner Freilassung stieg er in die Geschäftsleitung von J. Lyons and Co. auf.
Nach 1971 tat Zweig sich als Vertreter der Freiburger Schule des Neoliberalismus erneut wissenschaftlich hervor.

## Schriften
- Die Zeit in der Wirtschaft, 1926
- Strukturwandlungen und Konjunkturschwingungen im englischen Außenhandel der Vorkriegszeit, 1929.
- Germany through Inflation and Recession: An Object Lesson in Economic Management, 1973-1976, 1976.
- The Origins of the German Social market Economy. The Leading Ideas and their Intellectual Roots, 1980.